# Greeffiella beatlei
Greeffiella beatlei är en rundmaskart som beskrevs av Lorenzen 1969. Greeffiella beatlei ingår i släktet Greeffiella, och familjen Desmoscolecidae. Arten är reproducerande i Sverige.